# 金杯 (岩手競馬)
金杯（きんぱい）は岩手県競馬組合が水沢競馬場のダート1600mで施行する地方競馬の重賞競走（M2）である。正式名称は「岩手競馬新聞連盟杯 金杯」。

## 概要
1975年にアングロアラブ系4歳（現3歳）限定の重賞競走として創設。創設当初から1990年までは秋に開催され、1975年のみは秋と冬の年2回開催、1991年からは施行時期を冬に変更、1995年からは施行時期を1月3日の固定開催に、1999年からは施行時期を1月2日の固定開催に変更された。2023年度からは施行時期を12月末に移動する。
現在は2歳（明け3歳）限定の重賞を締めくくる岩手2歳三冠の最終戦であると同時に、翌年度の岩手3歳三冠（ダイヤモンドカップ、東北優駿、不来方賞）を占う上で最も重要な競走でもある。
2008年から2010年まではスタリオンシリーズ競走に指定され、2008年 - 2009年では「ダンスインザダーク賞」、2010年では「キッケンクリス賞」として優勝馬の馬主に副賞として種牡馬の配合権利が贈られたが、2011年からはスタリオンシリーズ競走から除外された。
2016年に岩手競馬で重賞格付け制度が開始され、2017年よりM2に格付けされた。
施行距離は現在はダート1600mだが、1975年と1979年と1982年はダート1420m、1976年 - 1978年と1980年 - 1981年は旧・盛岡競馬場「黄金競馬場」のダート1420mで施行された。
馬齢は現在はサラブレッド系2歳（旧3歳）だが、創設当初と1995年 - 1999年ではアングロアラブ系4歳（現3歳）、1975年の第2回から1993年まではアングロアラブ系3歳（現2歳）、2001年 - 2004年ではサラブレッド系4歳（旧5歳）、2005年 - 2023年1月開催まではサラブレッド系3歳（旧4歳）であった。

### 条件・賞金等（2024年）
出走条件
サラブレッド系2歳、岩手所属。
負担重量
定量で55kg、牝馬1kg減。
賞金等
1着350万円、2着122万5000円、3着70万円、4着45万5000円、5着24万5000円、着外手当は1万7500円。
副賞
岩手県競馬新聞連盟会長賞、奥州市長賞、岩手厩務員会会長賞、開催執務委員長賞。

## 歴史
- 1975年 - 水沢競馬場のダート1420mのアングロアラブ系4歳（現3歳）の岩手所属馬限定の重賞競走「金杯」として創設。但し、第2回から出走条件を「アングロアラブ系3歳（現2歳）の岩手所属馬」に変更。
- 1976年 - 施行場を旧・盛岡競馬場のダート1420mに変更。
- 1978年 - 村上実が騎手として史上初の連覇。
- 1979年 - 施行場を水沢競馬場のダート1420mに変更。
- 1980年 - 施行場を旧・盛岡競馬場のダート1420mに変更。
- 1982年 - 施行場を水沢競馬場のダート1420mに変更。
- 1983年 - 施行距離を現在のダート1600mに変更。
- 1988年 - 佐藤雅彦が騎手として史上2人目の連覇。
- 1994年 - 施行条件変更準備のため、休止。
- 1995年 - 施行時期を1月3日の固定開催に変更。それに伴い、出走条件も「アングロアラブ系3歳（現2歳）の岩手所属馬」から「アングロアラブ系4歳（現3歳）の岩手所属馬」に変更。
- 1999年 - 施行時期を1月2日の固定開催に変更。
- 2000年
  - 出走条件を「アングロアラブ系4歳（現3歳）の岩手所属馬」から「サラブレッド系4歳（現3歳）の岩手所属馬」の出走条件で施行。
  - 菅原勲が騎手として史上3人目の連覇。
- 2005年 - 出走条件を「サラブレッド系4歳の岩手所属馬」から「サラブレッド系3歳の岩手所属馬」に変更。
- 2008年 - スタリオンシリーズ競走に指定。
- 2009年
  - ワタリシンセイキが史上初の岩手2歳三冠を達成。
  - 三野宮通が調教師として史上初の連覇。
- 2011年
  - スタリオンシリーズ競走から除外。
  - ベストマイヒーローが史上2頭目の岩手2歳三冠を達成。
- 2012年 - 瀬戸幸一が調教師として史上2人目の連覇。
- 2017年 - 重賞格付け制度開始によりM2に格付けされる。
- 2019年 - 薬物検出問題の影響で開催取りやめ。
- 2022年 - 走路状態の悪化により開催取りやめ（代替実施せず）[3]。
- 2023年度 - 施行時期が12月末に移動されるのに伴い、出走条件を「サラブレッド系3歳の岩手所属馬」から「サラブレッド系2歳の岩手所属馬」に変更。なお、施行時期の移行のため、2023年は1月と12月の2度の施行となる。

### 歴代優勝馬
| 回数   | 施行日         | 優勝馬                 | 性齢                   | 所属                   | タイム                 | 優勝騎手               | 管理調教師             |
| ------ | -------------- | ---------------------- | ---------------------- | ---------------------- | ---------------------- | ---------------------- | ---------------------- |
| 第1回  | 1975年9月15日  | スタイミー             | 牡4                    | 岩手                   | 1:35.6                 | 村上昌幸               | 村上初男               |
| 第2回  | 1975年12月14日 | サンオーハク           | 牝3                    | 岩手                   | 1:35.4                 | 小野寺敏               | 佐々木豊               |
| 第3回  | 1976年9月26日  | タカラミネ             | 牡3                    | 岩手                   | 1:33.9                 | 葛西勝幸               | 櫻田新一郎             |
| 第4回  | 1977年11月6日  | トキノナノリ           | 牝3                    | 岩手                   | 1:31.9                 | 村上実                 | 城地藤男               |
| 第5回  | 1978年10月30日 | ダテフジキング         | 牡3                    | 岩手                   | 1:34.5                 | 村上実                 | 千葉博                 |
| 第6回  | 1979年9月24日  | エサシキング           | 牡3                    | 岩手                   | 1:37.0                 | 三野宮通               | 高橋清雄               |
| 第7回  | 1980年10月19日 | スリーボーイ           | 牡3                    | 岩手                   | 1:34.4                 | 及川良春               | 遠藤隆夫               |
| 第8回  | 1981年11月1日  | ナンブライデン         | 牡3                    | 岩手                   | 1:36.7                 | 千葉次男               | 櫻田新一郎             |
| 第9回  | 1982年9月19日  | モリゲンボーイ         | 牡3                    | 岩手                   | 1:47.6                 | 佐々木睦男             | 高田昇                 |
| 第10回 | 1983年11月13日 | テツトセンプー         | 牡3                    | 岩手                   | 1:47.6                 | 村上昌幸               | 城地藤男               |
| 第11回 | 1984年11月23日 | ワダリンホー           | 牡3                    | 岩手                   | 1:46.9                 | 三野宮通               | 瀬戸幸一               |
| 第12回 | 1985年11月10日 | リユウリユウシユン     | 牡3                    | 岩手                   | 1:44.7                 | 佐藤浩一               | 菅原初郎               |
| 第13回 | 1986年11月3日  | リユウゼンモルゲン     | 牡3                    | 岩手                   | 1:47.2                 | 村上昌幸               | 城地藤男               |
| 第14回 | 1987年11月3日  | テンハクリユウ         | 牡3                    | 岩手                   | 1:45.9                 | 佐藤雅彦               | 櫻田新一郎             |
| 第15回 | 1988年11月28日 | ミヤシロスズラン       | 牡3                    | 岩手                   | 1:44.7                 | 佐藤雅彦               | 櫻田勝男               |
| 第16回 | 1989年11月27日 | イースタントライ       | 牡3                    | 岩手                   | 1:46.7                 | 佐藤浩一               | 志村文雄               |
| 第17回 | 1990年11月23日 | ロバートプリンス       | 牡3                    | 岩手                   | 1:49.3                 | 菅原勲                 | 阿部時男               |
| 第18回 | 1991年12月15日 | サバンナショウリ       | 牡3                    | 岩手                   | 1:43.8                 | 小林俊彦               | 小林義明               |
| 第19回 | 1992年12月13日 | ハルテンリュウ         | 牡3                    | 岩手                   | 1:49.3                 | 小野寺雅彦             | 阿部時男               |
| 第20回 | 1993年12月26日 | ゲルサガ               | 牡3                    | 岩手                   | 1:46.5                 | 菅原勲                 | 千葉博次               |
| 第21回 | 1995年1月3日   | トライバルボナンザ     | 牡4                    | 岩手                   | 1:46.7                 | 千田知幸               | 村上昌幸               |
| 第22回 | 1996年1月3日   | グレイグマクグラス     | 牡4                    | 岩手                   | 1:47.0                 | 菅原勲                 | 城地藤男               |
| 第23回 | 1997年1月3日   | タービュレンス         | 牡4                    | 岩手                   | 1:45.2                 | 佐藤雅彦               | 櫻田浩三               |
| 第24回 | 1998年1月3日   | マツノホープ           | 牡4                    | 岩手                   | 1:46.9                 | 渡邉正彦               | 佐々木修一             |
| 第25回 | 1999年1月2日   | ダスティー             | 牡4                    | 岩手                   | 1:44.5                 | 菅原勲                 | 只野広明               |
| 第26回 | 2000年1月2日   | ガッサンヒカリ         | 牡4                    | 岩手                   | 1:43.5                 | 菅原勲                 | 櫻田浩三               |
| 第27回 | 2001年1月2日   | クラシックホリデー     | 牡4                    | 岩手                   | 1:41.2                 | 山本裕次郎             | 熊谷昇                 |
| 第28回 | 2002年1月2日   | アリダーサージ         | 牡4                    | 岩手                   | 1:40.9                 | 沢田盛夫利             | 福田秀夫               |
| 第29回 | 2003年1月2日   | ナノテクノロジー       | 牡4                    | 岩手                   | 1:43.8                 | 西康志                 | 千葉四美               |
| 第30回 | 2004年1月2日   | ウツミジョーダン       | 牡4                    | 岩手                   | 1:42.6                 | 小林俊彦               | 村上佐重喜             |
| 第31回 | 2005年1月2日   | リリーサージャン       | 牡3                    | 岩手                   | 1:42.1                 | 沢田盛夫利             | 高橋眞久               |
| 第32回 | 2006年1月2日   | ブラックショコラ       | 牡3                    | 岩手                   | 1:44.8                 | 菅原勲                 | 千葉博                 |
| 第33回 | 2007年1月2日   | セイントセーリング     | 牡3                    | 岩手                   | 1:43.1                 | 菅原勲                 | 鈴木七郎               |
| 第34回 | 2008年1月2日   | コンバットキック       | 牡3                    | 岩手                   | 1:43.0                 | 草地保隆               | 三野宮通               |
| 第35回 | 2009年1月2日   | ワタリシンセイキ       | 牡3                    | 岩手                   | 1:42.2                 | 関本淳                 | 三野宮通               |
| 第36回 | 2010年1月2日   | モエレデフィニット     | 牡3                    | 岩手                   | 1:44.4                 | 村上忍                 | 櫻田浩三               |
| 第37回 | 2011年1月2日   | ベストマイヒーロー     | 牡3                    | 岩手                   | 1:43.6                 | 菅原勲                 | 瀬戸幸一               |
| 第38回 | 2012年1月2日   | ファイトホーマー       | 牡3                    | 岩手                   | 1:42.9                 | 阿部英俊               | 瀬戸幸一               |
| 第39回 | 2013年1月6日   | ブリリアントロビン     | 牝3                    | 岩手                   | 1:40.0                 | 小林俊彦               | 佐藤祐司               |
| 第40回 | 2014年1月5日   | ラブバレット           | 牡3                    | 岩手                   | 1:41.8                 | 齋藤雄一               | 菅原勲                 |
| 第41回 | 2015年1月4日   | スペクトル             | 牡3                    | 岩手                   | 1:45.3                 | 山本政聡               | 櫻田浩三               |
| 第42回 | 2016年1月2日   | サンエイホープ         | 牡3                    | 岩手                   | 1:43.2                 | 菅原辰徳               | 瀬戸幸一               |
| 第43回 | 2017年1月2日   | オールザベスト         | 牡3                    | 岩手                   | 1:42.4                 | 齋藤雄一               | 櫻田康二               |
| 第44回 | 2018年1月2日   | チャイヤプーン         | 牡3                    | 岩手                   | 1:42.7                 | 村上忍                 | 千葉幸喜               |
| 第45回 | 2020年1月2日   | シンボ                 | 牡3                    | 岩手                   | 1:45.7                 | 高松亮                 | 齋藤雄一               |
| 第46回 | 2021年1月2日   | リュウノシンゲン       | 牡3                    | 岩手                   | 1:42.9                 | 坂口裕一               | 菅原勲                 |
| -      | 2022年1月3日   | 走路状態悪化のため中止 | 走路状態悪化のため中止 | 走路状態悪化のため中止 | 走路状態悪化のため中止 | 走路状態悪化のため中止 | 走路状態悪化のため中止 |
| 第47回 | 2023年1月3日   | ミニアチュール         | 牝3                    | 岩手                   | 1:44.7                 | 山本政聡               | 佐藤祐司               |
| 第48回 | 2023年12月30日 | リトルカリッジ         | 牝2                    | 岩手                   | 1:43.7                 | 菅原辰徳               | 菅原右吉               |
| 第49回 | 2024年12月30日 | ラヴェイ               | 牡2                    | 岩手                   | 1:40.8                 | 山本政聡               | 小西重征               |

※馬齢は2000年以前については旧表記を用いる。

#### 各回競走結果の出典
- 金杯　歴代優勝馬 - 地方競馬全国協会